# Wim Henderickx

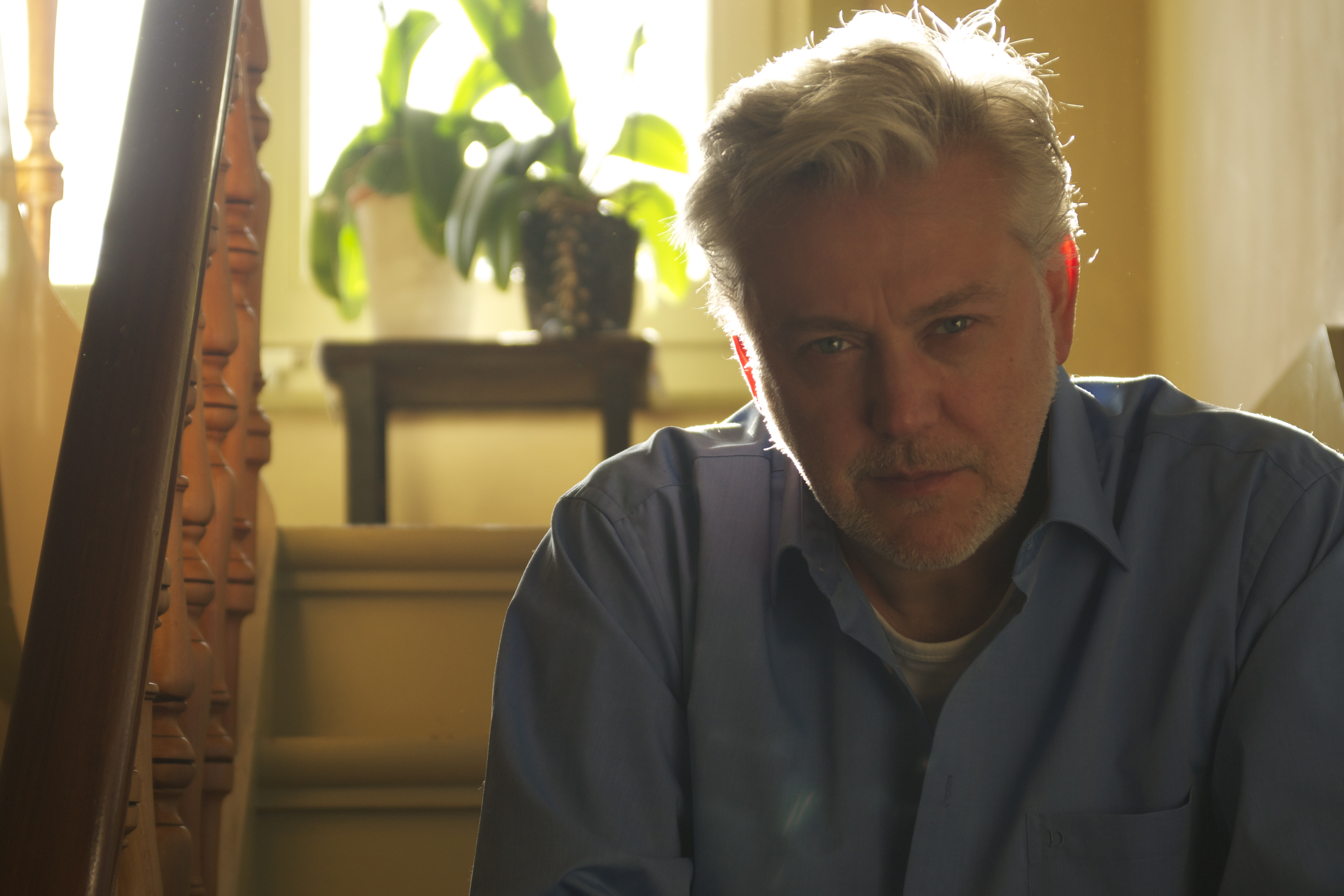
Wim Henderickx, 2013

Wim Henderickx (* 17. März 1962 in Lier; † 18. Dezember 2022 in Antwerpen) war ein belgischer Komponist zeitgenössischer klassischer Musik. Er lebte und arbeitete in Antwerpen.

## Leben und Werk
Wim Henderickx war Professor für Komposition und Musikanalyse am Königlichen Konservatorium Antwerpen (Belgien) sowie am Konservatorium Amsterdam (Niederlande). Er studierte am IRCAM in Paris und am Königlichen Konservatorium Den Haag sowie bei den Darmstädter Internationalen Ferienkursen für Neue Musik.
Wim Henderickx wurde mit international bedeutenden Preisen ausgezeichnet, darunter der „Jeugd – en Muziekprijs Flanderen“ (Belgien) und der „International Composition Price for Contemporary Music“ in Quebec, Kanada. 2002 wurde er Laureat der Königlich Flämischen Akademie (Belgien), 2006 war er für den Flämischen Kulturpreis nominiert.
Er komponierte Kammermusik, Orchestermusik und Opern, die alle bei „CeBeDeM“ in Brüssel erschienen sind.
Sein Stil zeichnete sich durch den Einfluss ethnischer Musik aus nicht-westlichen Kulturkreisen aus, wobei Einflüsse aus der Indischen Klassischen Musik und aus östlichen Philosophien eine besondere Stellung in seinem Werk einnehmen.
Eine CD mit seinen Drei Ragas erschien 1999 mit dem Royal Flemish Philharmonic Orchestra unter Leitung von Grant Llewellyn. Seine Oper Triumph of Spirit over Matter (2000) wurde vom Muziektheater Transparant in Auftrag gegeben und an der Brüsseler Oper La Monnaie uraufgeführt. Seine Oper Achilleus aus dem Jahr 2003 wurde an der Flämischen Oper uraufgeführt, darüber hinaus wurde sie ins Dänische übersetzt und kam 2006 mehrmals in Kopenhagen zur Aufführung.
2006 realisierte Wim Henderickx zwei Musiktheaterproduktionen: Een Totale Entführung (in Kooperation mit Ramsey Nasr) und Olek shoot een beer (in Kooperation mit Bart Moeyaert). Beide Produktionen tourten mit Erfolg durch Belgien und die Niederlande. 2007 komponierte Wim Henderickx Canzone für Gesang und Klavier für das Halbfinale des Concours Reine Elisabeth, Brüssel.
Nach einer Reise durch Indien und Nepal begann Wim Henderickx mit der Arbeit an seinem Tantric Cycle, einer Reihe von Kompositionen inspiriert durch den Orient. The Seven Chakras (2004) für Streichquartett, Nada Brahma (2005) für Sopran, Ensemble und Elektronik und Maya’s Dream (2005) für Oboe und Ensemble bilden die ersten drei Teile des Zyklus. Der vierte Teil, seine Oper Void/Sunyata (2007) für 5 Sänger, Ensemble und Elektronik, wurde durch das Muziektheater Transparant in Auftrag gegeben und kam in Antwerpen (Belgien), Zürich (Schweiz) und Stavanger (Norwegen) zur Aufführung. 2009 wurde diese Oper ebenfalls in Brügge (Belgien), Zwolle und Rotterdam (Niederlande) gespielt, jedes Mal mit Wim Henderickx selbst als Dirigent. Der fünfte Teil des Zyklus Disappearing in Light (2008) ist geschrieben für Mezzosopran, Bratsche, Altflöte und Schlagwerk. Den sechsten Teil bildet sein Orchesterwerk Tejas (What does the sound of the universe look like?), es wurde durch das Royal Flemish Philharmonic Orchestra unter der Leitung von Jaap van Zweden in Antwerpen und Brügge uraufgeführt.
Seine Komposition aus dem Jahr 2003 Confrontations für westliches und afrikanisches Schlagwerk wurde 2009 erneut in Mechelen (Belgien) aufgeführt. Die CD „In Deep Silence – Modern Guitar Music“ (2007) enthält zwei Werke von Wim Henderickx für Gitarre.
Seit 1996 war Henderickx Hauskomponist am Muziektheater Transparant, Antwerpen. Er war jahrelang Paukist beim Nieuw Belgisch Kamerorkest, der späteren Beethoven Academie von Jan Caeyers. Von diesem Orchester wurde Henderickx beauftragt Le Visioni di Paura (1990) zu komponieren. Anschließend folgten Orchesterwerke u. a. für die Brüsseler Philharmoniker, das Nationaal Orkest van België, die Katholische Universität Leuven und das Royal Flemish Philharmonic (deFilharmonie).
Seit August 2013 war Henderickx Artist in Residence beim Royal Flemish Philharmonic (deFilharmonie), dem späteren Antwerp Symphony Orchestra. Im März 2016 erschien eine neue Doppel-CD mit diesem Orchester. Henderickx' Kompositionen werden von Norsk Musikforlag in Oslo herausgegeben.
Sein Werk Blossomings für Chor, Trompete und Elektronik wurde 2016 in London mit den BBC Singers und Marco Blaauw uraufgeführt. 2018 feierte sein Cellokonzert Sangita mit dem Antwerp Symphony Orchestra und dem Solisten Jean-Guihen Queyras Premiere. Das Orchesterwerk Enigma VII kam 2019 unter Martyn Brabbins bei den BBC Proms zur Uraufführung. 2022 wurde seine Oper The Convert unter dem Titel De bekeerlinge in Antwerpen uraufgeführt.
Wim Henderickx starb im Dezember 2022 unerwartet daheim im Alter von 60 Jahren.